# The Amsterdam Red Light District
The Amsterdam Red Light District ou TARLD, est un groupe français de rock alternatif et punk hardcore, originaire de Lyon, en Rhône-Alpes. Le groupe est formé en novembre 2005 par Maxime Comby (guitare), Julien Chanel (batterie), et Grégory Clert (basse). En 2008, Elio Sxone (chant) rejoint le groupe pour former le line-up actuel.
TARLD se démarque rapidement par des concerts toujours très énergiques et acrobatiques, leur permettant de partager la scène avec d'autres groupes notables de la scène rock et hardcore comme Refused, Raised Fist, 36 Crazyfists, Slayer, et Anti-Flag, à travers plusieurs tournées en Europe.
Leur dernier album, Trapped, est publié le 20 mai 2022.

## Histoire

### Débuts etDear Diary(2010–2013)
The Amsterdam Red Light District est formé en 2005 à Lyon. Après quelques compositions, le groupe prend ses marques et s'approprie un son et une identité, un mélange de rock et de hardcore, avec des influences comme Refused, The Bronx, The Ghost of a Thousand, ou The Bled. Le groupe fonde sa notoriété de groupe live, grâce à l'intensité de ces prestations scéniques, leur permettant de jouer un bon nombre de shows avec des groupes internationaux de renom, à travers toute l'Europe comme Refused, Anti-Flag, 36Crazyfists, Comeback Kid, et Slayer.
En février 2009, le groupe tourne le clip de son tout premier single Shine a Life, diffusé sur les chaînes du groupe Lagardère MCM France, MCM Belgique et Virgin 17. En été 2009, TARLD enregistre son premier album, Dear Diary, avec notamment un featuring du chanteur du groupe texan The Bled, James Isaiah Munoz, et le sort en février 2010 sur son propre label indépendant Red Light Records. Le groupe fait la promotion de ce premier album en tournant dans neuf pays en six mois comme en Suède, Norvège, et au Danemark, soutenu par Rockstar Energy Drink et Stars Music.
Courant 2011, TARLD sort un nouvel EP, I'm Not Insane, avec quatre nouveaux titres. Le groupe sort le clip de son nouveau single éponyme, cette fois diffusé sur Direct Star, du groupe Canal+, et sur No Life. Entre avril et mai 2012, TARLD aura de nouveau emprunté les routes d'Angleterre, du pays de Galles, de Suisse, Belgique, Pays-Bas et d'Allemagne pour une vingtaine de shows afin de promouvoir ce nouvel EP. En mars 2012, The Amsterdam Red Light District remporte le concours européen Macbeth, parmi plus de 500 groupes et 30 000 votes,, lui permettant de s'illustrer au Groezrock Festival 2012, le principal festival européen de punk rock. Le groupe joue également dans deux festivals européens majeurs cette même année : Mair1 Festival (Allemagne) et Rockstorm Festival (France). En 2013, TARLD commence à écrire le nouvel album et joue sa 5e tournée européenne, comprenant de nouveaux gros festivals comme le Resurrection Festival (Espagne), le Tells Bells Festival (Allemagne) et le Sylak Festival (France).

### Gone for a While(2014–2017)

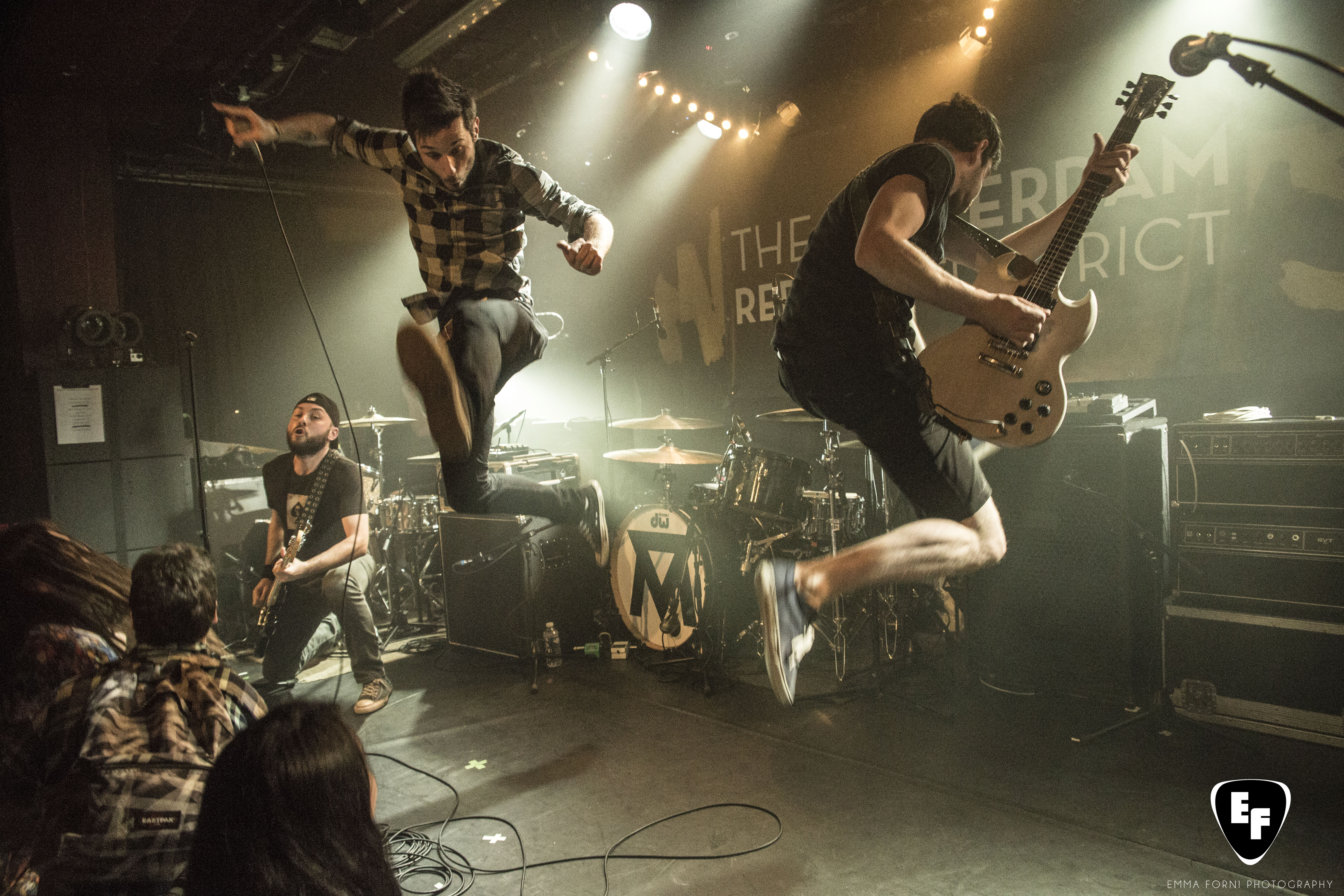
TARLD en concert à La Maroquinerie de Paris le 10 mars 2015, en ouverture du groupe Marmozets.

Entre mai et juillet 2014, le groupe enregistre son deuxième album, Gone For a While, sorti le 26 novembre 2014,. Justin Schlosberg du groupe Hell Is For Heroes s'invitant d'ailleurs sur un titre. Plusieurs singles seront à venir, à commencer par Gone For a While soutenu par un clip prévu pour septembre 2014, puis A Chance to Change en décembre 2014.
La promotion est assurée par des tournées européennes à partir d'octobre 2014, une release party à Lyon, et une soirée à Paris avec la radio OUÏ FM. Le groupe est également sur les rails pour de nombreux festivals d'été en 2015. Les médias européens et américains spécialisés s’intéressent au projet et diffusent le nouvel album comme notamment Kerrang!, Rock Sound, Rock & Folk, Revolver, AbsolutePunk, PunkNews, et OÜI FM[réf. nécessaire].

### Sapere Aude(2018-2022)
Le troisième album, Sapere Aude, est publié le 2 mars 2018, et est accompagné de leur nouveau clip The Best Is Yet to Come issu d'une collaboration avec Liam Cormier du groupe Cancer Bats. Il précède un très novateur clip tourné à 360° intitulé Carry On.
À la suite de ce nouvel opus, TARLD commence une tournée à travers l'Europe, puis au Japon en Septembre 2018, et sont invités au Hellfest 2019.
Le groupe repartira par la suite au Japon en 2019 pour une nouvelle série de 7 concerts autour de Tokyo et sa banlieue.

### Trapped(Depuis 2022)
Le quatrième album, Trapped, est publié le 20 mai 2022.

## Membres
- Maxime Comby – guitare (depuis 2005)
- Grégory Clert – basse (depuis 2005)
- Julien Chanel – batterie (depuis 2005)
- Elio Sxone – chant (depuis 2008)